# Valpelline
Valpelline är en ort och kommun i regionen Aostadalen i nordvästra Italien. Kommunen hade 625 invånare (2017) och har italienska och franska som officiella språk.